# Tremo (dolce vita)
Tremo (dolce vita) è un singolo del cantante italiano Riki, pubblicato il 30 marzo 2018 come primo estratto dal primo album dal vivo Live & Summer Mania.

## Tracce
1. Tremo (dolce vita) – 3:26

## Classifiche
| Classifica (2018) | Posizione massima |
| ----------------- | ----------------- |
| Italia            | 59                |